# Loma de Tablas
Loma de Tablas är en ort i Mexiko.   Den ligger i kommunen Las Vigas de Ramírez och delstaten Veracruz, i den sydöstra delen av landet, 220 km öster om huvudstaden Mexico City. Loma de Tablas ligger 2 278 meter över havet och antalet invånare är 176.
Terrängen runt Loma de Tablas är kuperad åt sydost, men åt nordväst är den bergig. Runt Loma de Tablas är det ganska tätbefolkat, med 90 invånare per kvadratkilometer. Närmaste större samhälle är Xalapa, 18,8 km sydost om Loma de Tablas. I omgivningarna runt Loma de Tablas växer i huvudsak blandskog.